# George Caffentzis
George Caffentzis (nascido em 1945) é um filósofo político estadunidense e marxista autonomista. Ele fundou o Midnight Notes Collective (tradução livre: Coletivo de Notas da Meia-Noite), é membro fundador do Comitê para Liberdade Acadêmica na África e professor de filosofia na Universidade do Sul do Maine. É casado com a acadêmica marxista e feminista Silvia Federici.

## Livros
- Parole abusate, monete tosate e governo civile. La filosofia del denaro di John Locke, Istituto dell' Enciclopedia Italiana fondata da Giovanni Treccani, Rome, Italy, 1988.
- Clipped Coins, Abused Words and Civil Government: John Locke's Philosophy of Money (New York: Autonomedia/ Semiotext(e) Press, 1989).
- Midnight Oil: Work, Energy, War, 1973–1992, (New York: Autonomedia, 1992) (co-edited). A chapter from Midnight Oil, "Introduction to The New Enclosures," was reprinted in David Solnit (ed.), Globalize Liberation: How to Uproot the System and Build a Better World (San Francisco: City Lights Books, 2004), p. 61–72.
- A Thousand Flowers: Social Struggles Against Structural Adjustment in African Universities, (Trenton, NJ: Africa World Press, 2000) (co-edição).
- Exciting the Industry of Mankind: George Berkeley's Philosophy of Money (Dordrecht: Kluwer Academic Publishers, 2000).
- Auroras of the Zapatistas: Local and Global Struggles in the Fourth World War, (New York: Autonomedia, 2001) (co-edição).
- In Letters of Blood and Fire: Work, Machines, and Value, (Oakland: PM Press, 2013).

## Links externos
- Midnight Notes Collective
- George Caffentzis' page at the University of Southern Maine
- George Caffenzis page at LibCom
- Tribute to George Caffentzis in The Commoner
- Review of 'A Thousand Flowers – Social Struggles against Structural Adjustment in African Universities' by Refilwe Senatla and Fazel Khan